# Mohd Syafiq Kamal
Mohd Syafiq Kamal (* 1. August 1996 in Kota Bharu) ist ein malaysischer Squashspieler.

## Karriere
Mohd Syafiq Kamal spielt seit 2014 auf der PSA World Tour und gewann auf dieser bislang vier Titel. Seine höchste Platzierung in der Weltrangliste erreichte er mit Rang 72 im Mai 2021. Mit der malaysischen Nationalmannschaft nahm er 2017, 2019 und 2024 an der Weltmeisterschaft teil. Außerdem stand er im malaysischen Kader bei den Weltmeisterschaften im Doppel und Mixed 2016 und 2017. Dort schied er jeweils in der Gruppenphase aus. Bei den Asienspielen 2018 gewann er mit der Mannschaft die Goldmedaille. 2021 wurde er mit ihr Asienmeister. Bei den 2023 ausgetragenen Asienspielen 2022 in Hangzhou gewann er im Mixed mit Aifa Azman die Silber- und mit der Mannschaft die Bronzemedaille. 2024 gewann Kamal zum zweiten Mal mit der Mannschaft die Asienmeisterschaften.

## Erfolge
- Asienmeister mit der Mannschaft: 2021, 2024
- Vizeasienmeister im Doppel: 2024
- Gewonnene PSA-Titel: 4
- Asienspiele: 1 × Gold (Mannschaft 2018), 1 × Silber (Mixed 2022), 1 × Bronze (Mannschaft 2022)